# おおくまふれあいセンター
おおくまふれあいセンターは宮城県亘理郡亘理町の国道6号線沿いに設置された産地直送施設である。

## 概要
当施設は、亘理郡亘理町の北の玄関口、逢隈に位置し、野菜・果物・加工品その他の手作りアイスや焼きたてのパンなどを販売する産直施設である。亘理町の生産者が収穫したもので、季節の果物、リンゴ、いちご（12月～6月上旬）なども取り扱っている。亘理町は古くからいちごの栽培が盛んであり、季節には粒ぞろいのいちごが並ぶ。

## 営業日・時間
- 1月1日～3日以外は全て営業
- 営業時間:9時30分～19時

## アクセス
- JR東日本常磐線逢隈駅から徒歩10分
- 常磐自動車道亘理ICから車で5分
- 駐車場普通車50台 無料